# Örtitan
Örtitan är en sjö i Säffle kommun i Värmland och ingår i Göta älvs huvudavrinningsområde. Sjöns area är 0,007 kvadratkilometer och den befinner sig 140 meter över havet.